# جوانا پتت
جوانا پتت (انگلیسی: Joanna Pettet؛ زادهٔ ۱۶ نوامبر ۱۹۴۲) یک هنرپیشه اهل بریتانیا است. وی بین سال‌های ۱۹۶۴ تا ۱۹۹۰ میلادی فعالیت می‌کرد.

## فیلم‌شناسی
از فیلم‌ها یا برنامه‌های تلویزیونی که وی در آن نقش داشته است می‌توان به کازینو رویال، گروه، آبی اشاره کرد.